# William Jones (wiskundige)

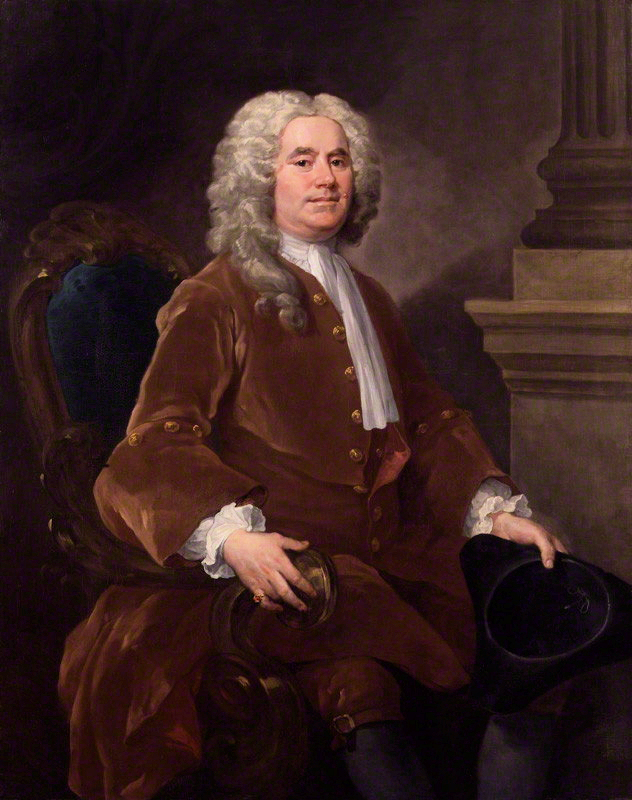
William Jones

William Jones (Llanfihangel Tre'r Beirdd, 1675 – 3 juli 1749) was een wiskundige uit Wales. Llanfihangel Tre'r Beirdd is dorpje op het eiland Anglesey aan het noordwesten van Wales.
Hij is als wiskundige het bekendst vanwege zijn voorstel het symbool π, de Griekse letter pi, te gebruiken om er de verhouding van de omtrek en de diameter van een cirkel mee aan te geven. Hij raakte bevriend met Isaac Newton en Edmond Halley, werd in 1712 een Fellow van de Royal Society en werd er later de vicepresident van.
Jones publiceerde in 1706 de Synopsis Palmariorum Matheseos, een werk bedoeld voor beginners met onder andere stellingen over de differentiaalrekening en reeksen. Jones besteedde ook aandacht aan navigatie. Zijn eerste publicatie daarover was A New Compendium of the Whole Art of Navigation. Hij gaf in 1731 de Discourses of the Natural Philosophy of the Elements uit. 
Hij dankte zijn geslaagde loopbaan gedeeltelijk aan de vooraanstaande Bulkeley-familie uit het noorden van Wales en later door de graaf van Macclesfield.
Jones diende op zee tussen 1695 en 1702 en gaf aan boord les in wiskunde. Hij werd nadien in Londen wiskundeleraar en bekleedde een aantal functies in dienst van de regering.
Zijn zoon, die ook William Jones heette, werd later een beroemd taalkundige die de Indo-Europese talen zou ontdekken. Jones sr. overleed echter toen zijn zoontje pas drie jaar oud was.